# Мангальме
Мангальме (фр. Mangalmé) — город и супрефектура в Чаде, расположенный на территории региона Гера. Административный центр департамента Мангальме.

## Географическое положение
Город находится на юге центральной части Чада, на высоте 508 метров над уровнем моря.
Населённый пункт расположен на расстоянии приблизительно 486 километров к востоку-северо-востоку (ENE) от столицы страны Нджамены.

## Население
По данным официальной переписи 2009 года численность населения Мангальме составляла 33 267 человек (15 444 мужчины и 17 823 женщины). Население супрефектуры по возрастному диапазону распределилось следующим образом: 53,4 % — жители младше 15 лет, 40 % — между 15 и 59 годами и 6,6 % — в возрасте 60 лет и старше.

## Транспорт
Ближайший аэропорт расположен в городе Ум-Хаджер.